# (8506) 1991 CN
1991 سي أن (ويعرف أيضًا باسم (8506) 1991 سي أن وفق تسمية الكوكب الصغير) (بالإنجليزية: 1991 CN)‏ هو كويكب ضمن حزام الكويكبات؛ وترتيبه 8506 من حيث الاكتشاف.
اكتُشف هذا الجُرم الفلكي بواسطة هيروشي موري في 5 فبراير 1991.

## وصلات خارجية
- (8506) 1991 CN في قاعدة بيانات مختبر الدفع النفاث لأجرام النظام الشمسي الصغيرة

- الاكتشاف · مخطط المدار ·  العناصر المدارية · المعلمات المادية

- (8506) 1991 CN على موقع ويكي سكاي: DSS2, SDSS, GALEX, IRAS, Hydrogen α, X-Ray, Astrophoto, Sky Map, Articles and images